# استهلاک (مالی)
استهلاک ساختار منافع مرتبط با بازپرداخت بدهی‌های مالی از طریق یک سری از پرداخت‌های دوره ای می‌باشد. هر پرداخت تعلق می‌گیرد به مقدار منافع پرداخت نشده بدهی و بخشی از مقدار اصلی بازپرداخت‌ها. پرداخت‌ها در طول دوره از استقراض(وام) در مقدار مساوی انجام می‌شوند.
استهلاک را می‌توان با استفاده از این فرمول محاسبه کرد:
{\displaystyle A\,=\,PV\cdot {\frac {r}{1-\left({\frac {1}{1+r}}\right)^{n}}},}
که در آن A — پرداخت دوره ای، PV — اندازه وام، r — قیمت وام (نرخ بهره وام), n — مدت وام.